# Kornice (Czechy)
Kornice (niem. Kornitz) są małą wioską, administracyjnie część miasta Litomyšl (dwa kilometry na północ od niego) w Czechach, w kraju pardubickim. Znajdują się na wzgórzu Hlavňov (383 m n.p.m.). Mieszka tu około 150 osób.

## Historia
Pod koniec XII wieku istniała tu wieś Domašice. Pierwsza wzmianka o Kornicach pochodzi z 1347 roku. Wieś była część latyfundium Litomyšl do 1848 roku. Od 1850 roku Kornice były administracyjnie część gminy Sedliště, a od 1898 roku miały własny urząd gminy. Od 1976 roku są oficjalnie częścią miasta Litomyšl.

## Zabytki

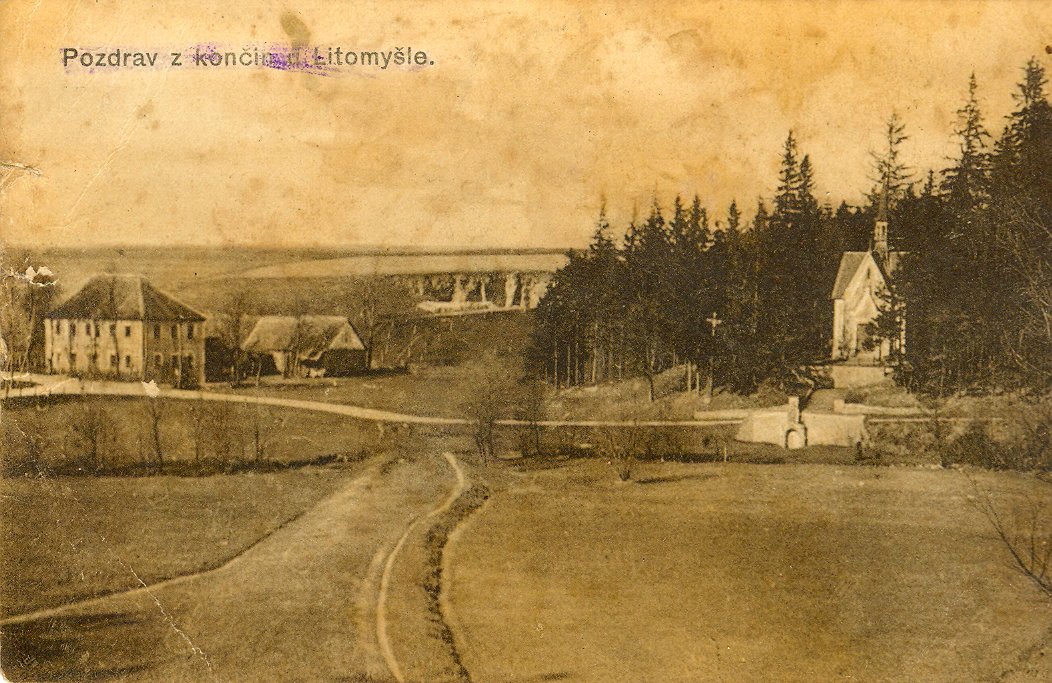
Končiny około 1910 r.

Istnieją tu dwie w stylu neogotyckim skonstruowane kaplice z 1873 r. i z 1886 r. Pierwsza z nich znajduje się w środku wsi, a druga w lesie Končiny powyżej rzekomo uzdrawiającego źródła.